# Silometopoides koponeni
Silometopoides koponeni är en spindelart som först beskrevs av Kirill Yeskov och Yuri M. Marusik 1994.  Silometopoides koponeni ingår i släktet Silometopoides och familjen täckvävarspindlar. Inga underarter finns listade i Catalogue of Life.